# Туркменистан на летних Олимпийских играх 1996
Туркменистан принимал участие в Летних Олимпийских играх 1996 года в Атланте (США) в первый раз за свою историю, но не завоевала ни одной медали. Сборную страны представляло 7 спортсменов: четверо мужчин и три женщины, они соревновались в 6 видах спорта:
- Бокс: Шохрат Курбанов выступал в среднем весе (до 71 кг), в 1/32 финала проиграл бой с норвежцем Роджером Петтерссоном (2 — 7) и выбыл из турнира.
- Лёгкая атлетика: Владимир Малявин провалил все три попытки в прыжках в длину и в финал не вышел.
- Дзюдо:
  - Галина Атаева выступала в весовой категории до 48 кг, в 1/4 финала группового этапа проиграла итальянке Джованне Торторе и выбыла из борьбы[1].
  - Олеся Назаренко выступала в категории до 72 кг, проиграла испанке Кристине Курто[2] и выбыла из борьбы.
- Стрельба: Игорь Пирекеев (50 м винтовка лёжа) в квалификации набрал 595 очков, занял 11 место и не вышел в финал.
- Греко-римская борьба: Розы Реджепов выступал в тяжёлом весе (до 90 кг), победил чеха Марека Швеца, проиграл поляку Яцеку Фафиньскому и армянину Цолаку Егишяну; не вышел в финал, заняв 12 строку в итоговом протоколе.
- Настольный теннис: Аида Стешенко в одиночном разряде на предварительном этапе проиграла Зите Молнар из Венгрии (0:3) и Сюй Цзин из Тайваня (0:3) и, заняв в группе последнее место, выбыла из борьбы[3].

Самой молодой участницей сборной была 20-летняя Олеся Назаренко, самой старшей — 27-летняя Аида Стешенко.
Флаг на церемонии открытия Игр нёс борец Розы Реджепов, серебряный призёр чемпионата Азии.